# Inácio de Azevedo
Inácio de Azevedo de Ataíde Abreu e Malafaya S.J., ou simplesmente Inácio de Azevedo (Porto, c. 1526 – La Palma, 15 de julho de 1570), foi um sacerdote jesuíta português do século XVI. É um dos "Quarenta Mártires do Brasil", beatificados pelo Papa Pio IX em 11 de Maio de 1854.

## Infância e Juventude
Era filho de D. Manuel de Azevedo (1486–1578), senhor da honra de Barbosa e abade comendatário do Mosteiro de S. João de Alpendurada, com D. Francisca de Abreu (c. 1500 – c. 1573), prioresa do Convento de S. Bento da Avé Maria, no Porto; e neto paterno de D. João de Azevedo, Bispo do Porto, e de D. Joana de Castro (neta do 1.º Conde de Atouguia e senhora das honras de Barbosa e de Ataíde). O seu avô materno era o navegador e poeta João Gomes de Abreu, "o das Trovas" do cancioneiro de Garcia de Resende; sendo sua avó materna, muito provavelmente, D. Filipa de Eça, a famosa abadessa do Mosteiro de Lorvão, trineta de D. Pedro I e D. Inês de Castro. 
Teve sete irmãs e cinco irmãos, o mais famoso dos quais foi D. Jerónimo de Azevedo, capitão-geral da conquista de Ceilão e Vice-Rei da Índia portuguesa. Outros dois irmãos, D. João de Azevedo, governador de Moçambique, e D. Manuel de Azevedo, capitão de Chaul, foram também personalidades relevantes do Império português da época.
Nasceu em 1526, provavelmente no primeiro trimestre do ano, na diocese do Porto. Filho ilegítimo, foi legitimado aos 13 anos de idade por carta régia de D. João III, datada de 22 de julho de 1539, como Dom Inácio de Ataíde, "para herdar sua fazenda (...) e poder suceder ao seu pai". Foi educado na corte portuguesa e aos vinte anos de idade tornou-se administrador dos bens familiares. Mas, depois de ouvir as prédicas do padre jesuíta Francisco Estrada, decidiu renunciar a esses bens, nomeadamente o senhorio da honra e quinta de Barbosa, em Penafiel de Sousa, Entre Douro e Minho, cabeça do morgadio criado por seu pai com bens dos Ataídes e dos Sousas. Por esse motivo, os referidos bens vieram a ser herdados por seu meio irmão, D. Francisco de Ataíde e Azevedo, tendo a posse da honra continuado nos descendentes deste até à extinção dos senhorios em 1834 e a da quinta até à atualidade.

## Ingresso nos Jesuítas
Em 28 de dezembro de 1548 - depois de fazer um retiro e exercícios espirituais em Coimbra, seguindo a sugestão de um outro futuro mártir jesuíta, João de Madureira - fez opção definitiva pela vida religiosa, ingressando na Companhia de Jesus. Como noviço usou o sobrenome Ataíde, que lhe advinha de quando era presumível herdeiro (por sua avó, D. Joana de Castro) da honra e quinta de Ataíde, no antigo julgado de Santa Cruz de Riba Tâmega, solar de origem dessa família. A partir de 1564, depois de renunciar totalmente à herança paterna, passou a assinar as suas cartas como Inácio de Azevedo.
Em 1553 foi nomeado reitor do Colégio de Santo Antão, em Lisboa, antes mesmo de concluir o curso de Teologia. A abertura solene das aulas desta instituição - a primeira escola pública gratuita de Portugal - teve lugar a 18 de outubro desse ano. No mesmo ano, em fevereiro, Azevedo já tinha tomado ordens sacras, em Braga.

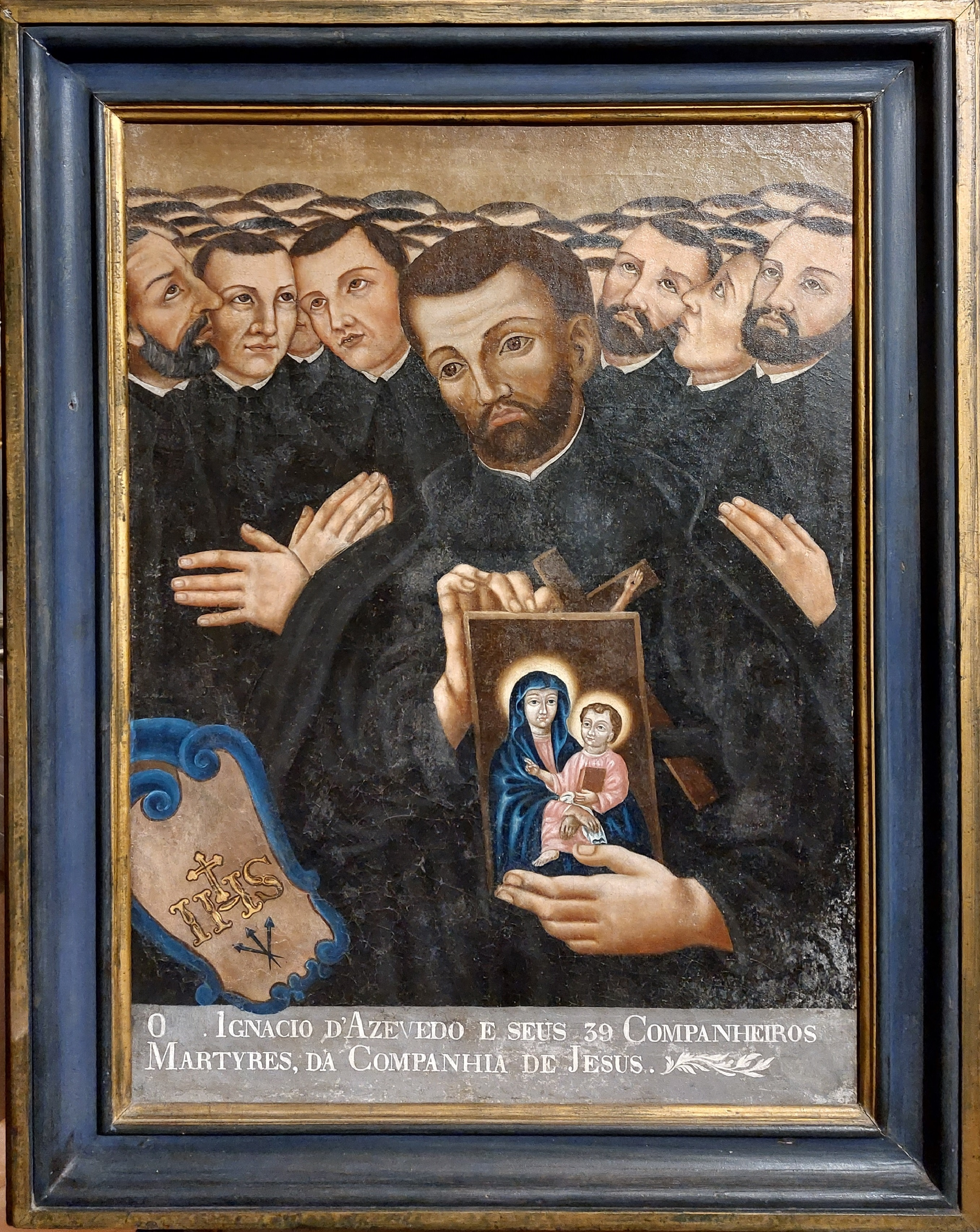
Inácio de Azevedo e seus 39 companheiros, em óleo sobre tela da Escola Portuguesa do séc. XVII, no Museu Pio XII, em Braga

No ano de 1555, D. João III ofereceu aos Jesuítas a direção do Colégio das Artes de Coimbra e no início de 1556 Azevedo foi encarregado de "visitar" o Colégio pelo novo provincial de Portugal, o padre Miguel de Torres. Meses mais tarde, em outubro, após o falecimento de Santo Inácio de Loyola, o provincial de Portugal teve que viajar para Roma a fim de participar na eleição do novo Superior Geral da Ordem e indicou Inácio de Azevedo para, na sua ausência, ficar "em meu lugar com todos os meus poderes", ou seja, deixou este interinamente com o governo dos jesuítas portugueses. No início do ano seguinte, Azevedo regressou a Coimbra para exercer o cargo de reitor do Colégio das Artes até fevereiro de 1558.
Em 1560, após longas negociações, o arcebispo de Braga São Bartolomeu dos Mártires fez a entrega do edifício do Colégio de São Paulo à Companhia de Jesus, seguindo as instruções do Cardeal D. Henrique e Inácio de Azevedo foi nomeado primeiro reitor desse Colégio.  
Nesse mesmo ano, D. Inácio (que perdera o direito aos bens do morgadio instituído pelo seu pai, mas mantinha o direito à sua parte na legítima paterna, avaliada na avultada soma de 12 mil cruzados) concordou com o seu pai em renunciar ao seu direito a troco do pagamento, ainda em vida de seu pai, da quantia de 1500 cruzados no período de 3 anos, dos quais 600 vieram a ser aplicados no Colégio de Santo Antão e 900 cruzados no Colégio Romano dos jesuítas. Não foi assim possível atender à pretensão inicial de S. Francisco de Borja de aplicar a totalidade dos 12 mil cruzados da legítima de D. Inácio ao financiamento do Colégio Romano, pois D. Manuel de Azevedo, apesar de já estar na avançada idade (para a época) de 74 anos, não concordou em renunciar a essa soma ainda em vida.

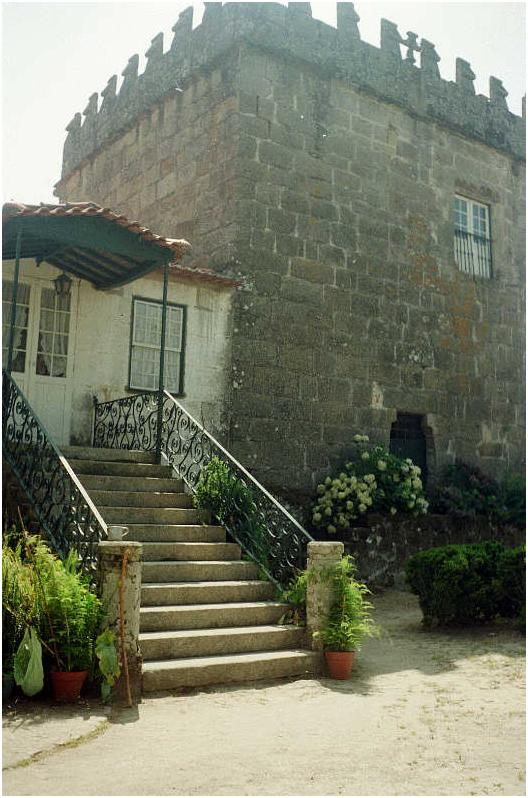
A torre da antiga honra de Barbosa, em Penafiel de Sousa (séc. XII). D. Inácio de Azevedo não sucedeu a seu pai no senhorio da honra, porque renunciou à herança paterna ao ingressar nos Jesuítas.

Em 1564, Inácio de Azevedo deixou a reitoria do Colégio de São Paulo e dirigiu-se a Coimbra para fazer a profissão solene, tornando-se padre professo a 9 de abril desse ano, na capela do Colégio de Coimbra.

## Viagem ao Brasil como Visitador
Entretanto, com o falecimento do primeiro sucessor de Inácio de Loyola (Diego Laynez) em 19 de janeiro de 1565 e a eleição no mesmo ano do novo Geral da Companhia, Francisco de Borja, ia abrir-se uma nova época na atividade missionária dos jesuítas, com maior ênfase aos esforços de conversão ao cristianismo das populações indígenas da América do Sul. Borja conhecia bem Inácio de Azevedo e desde logo lhe prometeu procurar satisfazer as aspirações missionárias que este de há muito vinha exprimindo. O provincial de Portugal, padre Leão Henriques, apoiou as pretensões de D. Inácio e assim, em 24 de fevereiro de 1566, São Francisco de Borja assinou a "Patente" que nomeou Azevedo visitador do Brasil, por "confiar muito na sua integridade, prudência e conhecimento do Instituto". Borja conferiu a Azevedo amplos poderes sobre as pessoas e bens dos jesuítas do Brasil e sancionou de antemão todas as modificações e reformas que este julgasse convenientes no sentido de melhor execução dos objetivos da Companhia no Brasil. 
Inácio de Azevedo partiu para o Brasil, acompanhado por cinco padres da Companhia, a 13 de maio desse ano, na frota de três naus que zarpou do Tejo sob o comando de Cristóvão de Barros e chegou a Salvador, depois de escalas na Madeira e em Cabo Verde, a 23 de agosto de 1566. Só iria regressar a Portugal no final de outubro de 1568.
Passou cerca de 3 meses em Salvador - na época, uma povoação com cerca de 200 casas - onde se inteirou da situação dos cerca de 30 jesuítas que viviam na cidade e em 5 aldeias próximas e em 19 de novembro escreveu a Francisco de Borja para o informar que seria necessário o envio de mais gente para o Brasil. Dias depois, partiu na frota de 6 embarcações armada pelo governador Mem de Sá para auxiliar os sitiadores portugueses no Rio de Janeiro no assalto final aos fortes franceses na Guanabara. Acompanhavam-no, entre outros, o bispo D. Pedro Leitão e os padres Luís da Grã e José de Anchieta. Durante a viagem rumo ao sul, a frota tocou em todas as capitanias do Brasil para aumentar o número de combatentes, sobretudo índios leais à coroa portuguesa, arregimentados em grande parte pelos padres jesuítas. Azevedo visitou assim Ilhéus, Porto Seguro e Espírito Santo, onde contatou os jesuítas lá presentes e os instruiu sobre a melhor forma de ordenar a sua vida e tarefas, no contexto do Brasil, de acordo com as constituições e regras da Ordem.
A frota chegou ao Rio de Janeiro em 18 de janeiro de 1567 e Azevedo assistiu aos ataques que expulsaram franceses e seus aliados indígenas do reduto de Uruçumirim e da ilha do governador, bem como às exéquias de Estácio de Sá, mortalmente ferido nessas batalhas. Em fevereiro já estava em São Vicente, onde passou 3 meses em consultas com o padre Manuel da Nóbrega. Concordaram ambos na necessidade de ser fundado um colégio no Rio de Janeiro, escrevendo nesse sentido a D. Sebastião, que logo no início de 1568 assinou a provisão real que determinava a criação desse colégio com "50 religiosos (...) providos à custa da minha fazenda". Azevedo ainda visitou Piratininga antes de regressar a Salvador em janeiro de 1568. Aí assistiu à conclusão dos trabalhos de edificação de uma das alas do Colégio dos Jesuítas da cidade, antes de embarcar com destino a Portugal - com a promessa de regressar ao Brasil não só com padres mas com mestres de artes e ofícios, pedreiros e carpinteiros - a 14 de agosto.

## Regresso a Portugal e estadia em Roma
Inácio de Azevedo desembarcou no cais da Ribeira em 31 de outubro de 1568 e partiu de seguida para Almeirim, onde se encontrava a corte, a fim de agradecer a D. Sebastião a fundação do colégio do Rio de Janeiro e propor o seu plano para o futuro da missão dos Jesuítas no Brasil. Em março de 1569, partiu para Roma acompanhando o novo Embaixador português junto ao Papa Pio V, João Telo de Meneses. Era seu propósito obter do Papa a concessão de privilégios pontifícios com vista a facilitar a ação missionária no Brasil e também liberdade de ação para poder recrutar pessoal seleto, que ele formaria para futura ação na América do Sul. A missão foi coroada de sucesso e o Geral Francisco de Borja confirmou a nomeação de Azevedo para provincial do Brasil. A 4 de julho, correspondendo ao pedido de D. Inácio, Borja assinou uma carta em que exortava os provinciais da Espanha a auxiliarem a empresa do Brasil com gente escolhida de acordo com os critérios preconizados por Azevedo. Na última audiência que teve com o Pontífice, em finais de julho, acompanhado pelo Geral Borja, Azevedo recebeu de Pio V cartas para a família real portuguesa e dois breves para o bispo e o governador do Brasil, exortando-os a colaborar com a atividade missionária dos Jesuítas.
Azevedo partiu de Roma com destino a Gênova, onde tomou o navio para Barcelona e visitou de seguida várias cidades da Espanha, recrutando já pelo caminho padres e também alguns leigos dispostos a auxiliá-lo no Brasil. Não pôde dirigir-se logo a Lisboa devido à epidemia de peste que grassava na cidade. Dado o perigo de contágio, o rei e a corte abandonaram também a capital; Azevedo foi-lhes no encalço e foi recebido por D. Sebastião em Almeirim. Entregou-lhe as cartas do Papa e obteve do rei a promessa de que bancaria os custos da viagem para o Brasil de 20 das pessoas que viessem a acompanhar Azevedo. No final do ano, voltou a encontrar o rei em Évora; D. Sebastião frequentou nesse período aulas de Teologia na universidade dos Jesuítas na cidade e reforçou a sua anterior promessa, comprometendo-se a pagar a viagem de todos os missionários até o Brasil - o que, a 15 ducados por pessoa, significava uma soma total de até 4 mil ducados. D. Sebastião também decidiu que uma parte dos direitos da fazenda real sobre produtos importados do Brasil fosse aplicada em benefício da colônia.

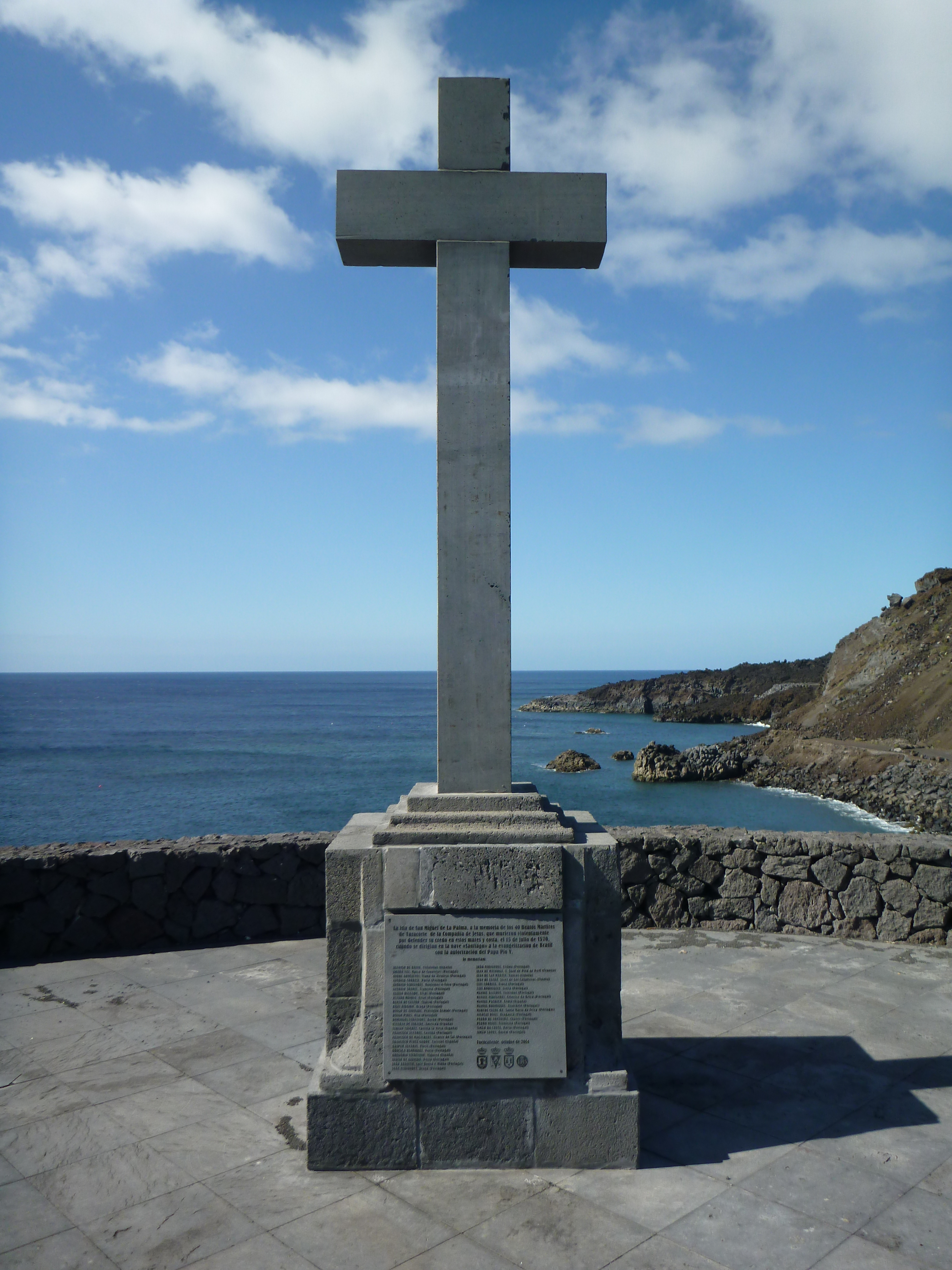
Monumento a Inácio de Azevedo e aos seus 39 companheiros (os quarenta mártires do Brasil) erigido no farol de Fuencaliente, na ilha de La Palma (Canárias) em outubro de 2014, perto do local onde foram martirizados.

Na sua visita a Roma, Azevedo estivera envolvido na questão do casamento de D. Sebastião, sendo portador de mensagens secretas sobre o tema entre Lisboa e Roma. Desfeito o projeto de casamento com Isabel de Áustria, o monarca português parecera aceitar a ideia de um enlace com Margarida de Valois, irmã de Carlos IX de França. Mas o projeto não avançava, pelo que o confessor do rei, o jesuíta Luís Gonçalves da Câmara, teve a ideia de usar o prestígio de Azevedo para reavivar o assunto, levando D. Inácio de novo à presença do rei para sugerir que este mandasse Azevedo a Roma em missão especial com vista a concluir as negociações matrimoniais. Porém, a decisão do monarca foi a de "que se adiasse o assunto", o que liberou Azevedo para se dedicar em exclusivo aos preparativos da sua viagem para o Brasil.

## Viagem final e martírio
No início de 1570, Inácio de Azevedo estava já na quinta do Vale do Rosal, perto de Almada, onde reuniu os noviços que o acompanhariam na viagem, com o propósito de lhes dar a necessária preparação - não só espiritual com também física - para as tarefas que iriam desempenhar no Brasil, num intenso trabalho que durou cerca de 5 meses. Na lista dos seus acompanhantes estavam os nomes de 70 religiosos, 16 mestres seculares de artes e ofícios e outras cerca de 30 pessoas entre trabalhadores com família e pretendentes à vida religiosa, para um total superior a 100 indivíduos. Era assim a mais numerosa expedição de missionários até então constituída em Portugal, tendo por destino as suas conquistas ultramarinas.
Partiu enfim para o Brasil a 5 de Junho de 1570, na frota de 7 naus e uma caravela comandada pelo novo governador , D. Luís Fernandes de Vasconcelos, nomeado para substituir Mem de Sá na Bahia. Inácio de Azevedo e mais 39 companheiros partiram a bordo do navio mercante Santiago, enquanto os demais companheiros seguiam em vasos de guerra. Na sua última carta a São Francisco de Borja, escrita 3 dias antes da partida, Azevedo dava-lhe conta da muita gente, "homens mulheres e órfãos", que o rei D. Sebastião estava enviando na frota, para povoar a terra do Brasil. Sete dias depois chegavam à ilha da Madeira, de onde a 30 de junho o capitão da Santiago decidiu partir isoladamente para a próxima escala, as ilhas Canárias, pois tinha urgência em lá descarregar e receber mercadorias e o governador nomeado não mostrava ter pressa para deixar a ilha da Madeira.

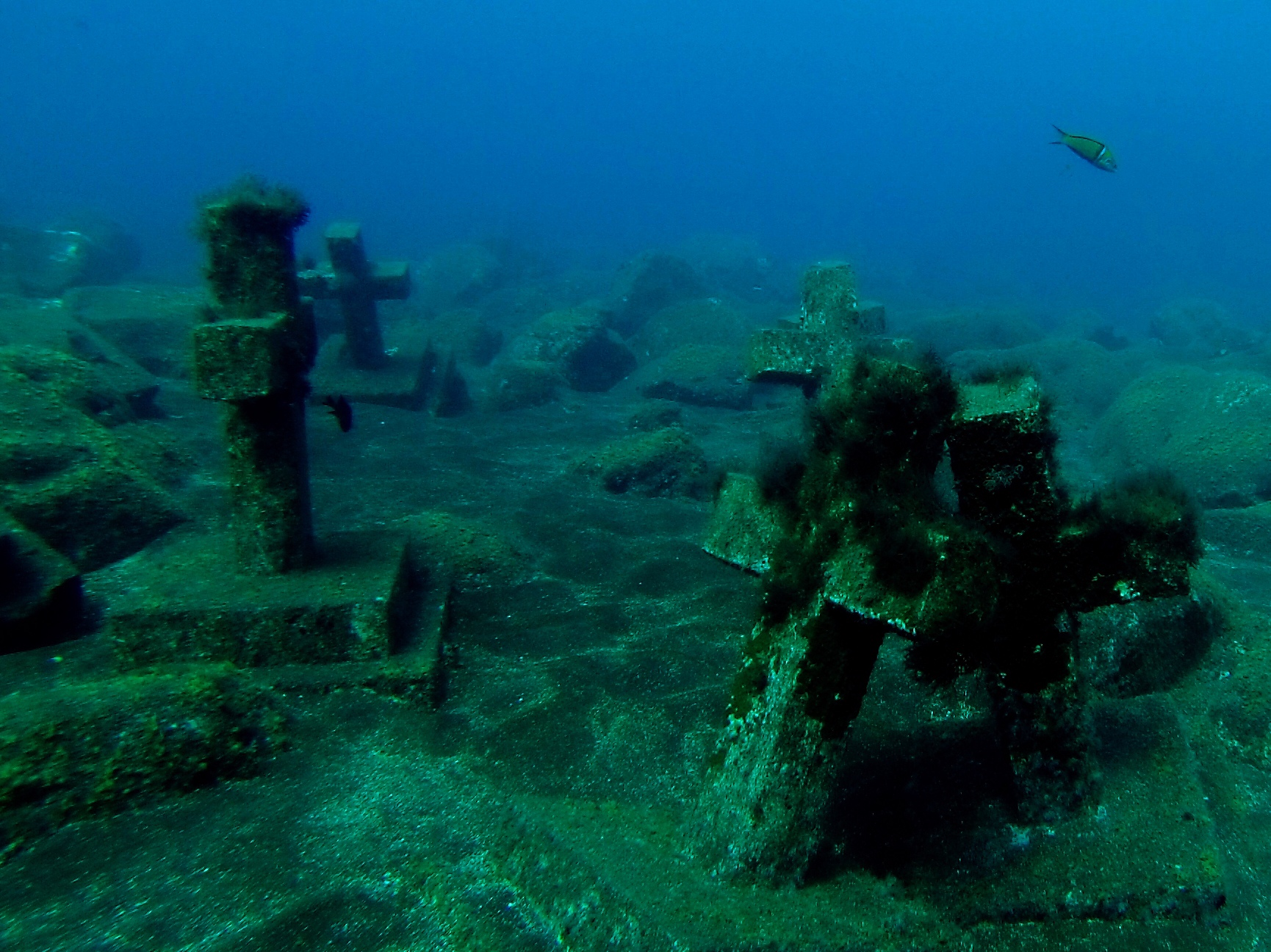
Monumento submarino aos 40 mártires do Brasil, ao largo da ilha de La Palma

A viagem isolada para as Canárias era especialmente perigosa, estando o mar infestado de corsários franceses com embarcações muito mais rápidas do que a lenta nau portuguesa - e no dia 15 de julho de 1570, perto da ilha La Palma, a Santiago foi atacada por uma frota de 5 velas e 300 homens, comandada pelo corsário huguenote Jacques de Sores. Com apenas 30 combatentes a bordo, a nau portuguesa tinha escassas hipóteses de ganhar o combate; depois de trocas de artilharia, a Santiago foi abalroada e abordada por dezenas de corsários que a dominaram após combates corpo a corpo. Os huguenotes pouparam parte da tripulação mas massacraram os quarenta jesuítas chefiados por Inácio de Azevedo, lançando depois os corpos ao mar.

## O seu legado
A morte do jesuíta e missionário Inácio de Azevedo e seus 39 companheiros às mãos de corsários calvinistas foi o mais numeroso martírio coletivo da era moderna e teve grande e imediata repercussão numa Europa dilacerada por guerras de religião e onde se assistia ao rápido aumento das missões católicas nos continentes americano, asiático e africano. 

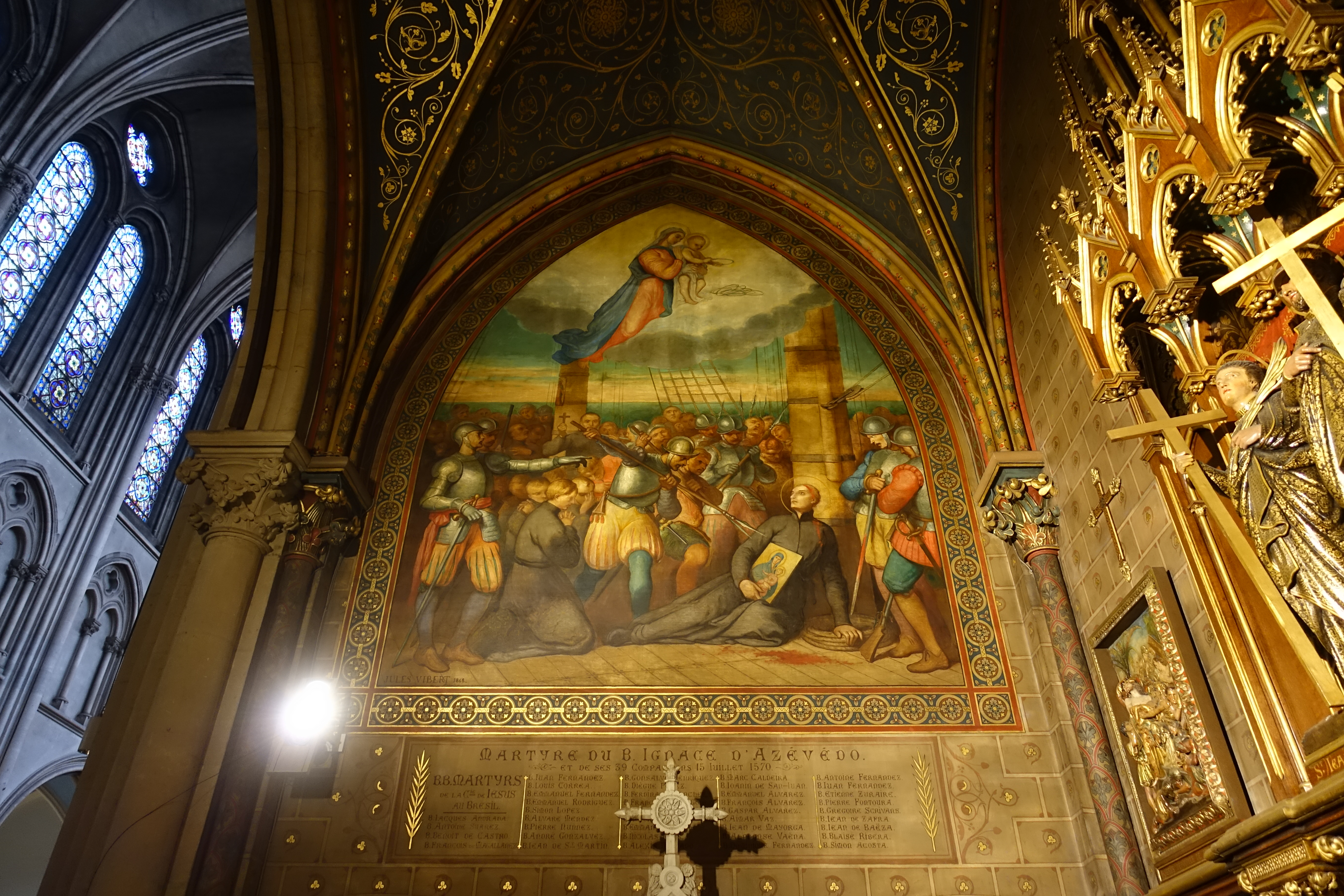
Painel dedicado à morte de Inácio de Azevedo, na Igreja de Santo Inácio em Paris.

Logo em 1571, no dia 7 de julho, Pio V honrou os quarenta mártires, referindo o seu "martírio voluntário" na breve Dum Indefese. Segundo a tradição, São Francisco de Borja encomendava-se diariamente aos quarenta mártires, dando assim início a um culto que levaria à sua beatificação por Pio XI em 1854, decorrendo entretanto os processos para a canonização.
Se, no curto prazo, a perda humana e material do martírio constituiu um revés para os jesuítas no seu projeto de evangelização dos índios brasileiros, na prática a vontade de emulação dos "quarenta mártires do Brasil" rapidamente deu novo impulso e vitalidade ao movimento a favor das missões desenvolvidas por Inácio de Azevedo durante a sua vida. E, na Ásia, o seu irmão mais novo, D. Jerónimo de Azevedo, governador de Ceilão de 1594 a 1612, acabou como que prosseguindo a sua obra num outro continente, ao abrir as portas aos jesuítas e às suas missões, no território do atual Sri Lanka.

## Árvore Genealógica
|  |                                                                          |  |  |  |  |  |  |  |  |  |  |  |  |  |  |  |
|  | 16. Gonçalo Peres (Malafaia), Regedor da Casa do Cível e senhor de Belas |  |  |  |  |  |  |  |  |  |  |  |  |  |  |  |
|  |                                                                          |  |  |  |  |  |  |  |  |  |  |  |  |  |  |  |
|  |                                                                          |  |  |  |  |  |  |  |  |  |  |  |  |  |  |  |
|  | 8. Luís Gonçalves Malafaia, Vedor da Fazenda                             |  |  |  |  |  |  |  |  |  |  |  |  |  |  |  |
|  |                                                                          |  |  |  |  |  |  |  |  |  |  |  |  |  |  |  |
|  |                                                                          |  |  |  |  |  |  |  |  |  |  |  |  |  |  |  |
|  | 17. Maria Anes                                                           |  |  |  |  |  |  |  |  |  |  |  |  |  |  |  |
|  |                                                                          |  |  |  |  |  |  |  |  |  |  |  |  |  |  |  |
|  |                                                                          |  |  |  |  |  |  |  |  |  |  |  |  |  |  |  |
|  | 4. D. João de Azevedo, Bispo do Porto                                    |  |  |  |  |  |  |  |  |  |  |  |  |  |  |  |
|  |                                                                          |  |  |  |  |  |  |  |  |  |  |  |  |  |  |  |
|  |                                                                          |  |  |  |  |  |  |  |  |  |  |  |  |  |  |  |
|  | 18. Lopo Dias de Azevedo, 1.º senhor de S. João de Rei                   |  |  |  |  |  |  |  |  |  |  |  |  |  |  |  |
|  |                                                                          |  |  |  |  |  |  |  |  |  |  |  |  |  |  |  |
|  |                                                                          |  |  |  |  |  |  |  |  |  |  |  |  |  |  |  |
|  | 9. D. Filipa de Azevedo                                                  |  |  |  |  |  |  |  |  |  |  |  |  |  |  |  |
|  |                                                                          |  |  |  |  |  |  |  |  |  |  |  |  |  |  |  |
|  |                                                                          |  |  |  |  |  |  |  |  |  |  |  |  |  |  |  |
|  | 19. D. Joana Gomes da Silva, herdeira da honra e torre de Silva          |  |  |  |  |  |  |  |  |  |  |  |  |  |  |  |
|  |                                                                          |  |  |  |  |  |  |  |  |  |  |  |  |  |  |  |
|  |                                                                          |  |  |  |  |  |  |  |  |  |  |  |  |  |  |  |
|  | 2. D. Manuel de Azevedo, senhor das honras de Barbosa e Ataíde           |  |  |  |  |  |  |  |  |  |  |  |  |  |  |  |
|  |                                                                          |  |  |  |  |  |  |  |  |  |  |  |  |  |  |  |
|  |                                                                          |  |  |  |  |  |  |  |  |  |  |  |  |  |  |  |
|  | 20. Martim Afonso de Sousa, senhor da torre de Santo Estevão             |  |  |  |  |  |  |  |  |  |  |  |  |  |  |  |
|  |                                                                          |  |  |  |  |  |  |  |  |  |  |  |  |  |  |  |
|  |                                                                          |  |  |  |  |  |  |  |  |  |  |  |  |  |  |  |
|  | 10. Fernão de Sousa, 1.º senhor de Gouveia                               |  |  |  |  |  |  |  |  |  |  |  |  |  |  |  |
|  |                                                                          |  |  |  |  |  |  |  |  |  |  |  |  |  |  |  |
|  |                                                                          |  |  |  |  |  |  |  |  |  |  |  |  |  |  |  |
|  | 21. Violante de Távora, filha do senhor de Mogadouro                     |  |  |  |  |  |  |  |  |  |  |  |  |  |  |  |
|  |                                                                          |  |  |  |  |  |  |  |  |  |  |  |  |  |  |  |
|  |                                                                          |  |  |  |  |  |  |  |  |  |  |  |  |  |  |  |
|  | 5. D. Joana de Castro, senhora das honras de Barbosa e Ataíde            |  |  |  |  |  |  |  |  |  |  |  |  |  |  |  |
|  |                                                                          |  |  |  |  |  |  |  |  |  |  |  |  |  |  |  |
|  |                                                                          |  |  |  |  |  |  |  |  |  |  |  |  |  |  |  |
|  | 22. D. Álvaro Gonçalves de Ataíde, 1.º Conde de Atouguia                 |  |  |  |  |  |  |  |  |  |  |  |  |  |  |  |
|  |                                                                          |  |  |  |  |  |  |  |  |  |  |  |  |  |  |  |
|  |                                                                          |  |  |  |  |  |  |  |  |  |  |  |  |  |  |  |
|  | 11. D. Mécia de Castro de Ataíde                                         |  |  |  |  |  |  |  |  |  |  |  |  |  |  |  |
|  |                                                                          |  |  |  |  |  |  |  |  |  |  |  |  |  |  |  |
|  |                                                                          |  |  |  |  |  |  |  |  |  |  |  |  |  |  |  |
|  | 23. D. Guiomar de Castro, filha do senhor do Cadaval                     |  |  |  |  |  |  |  |  |  |  |  |  |  |  |  |
|  |                                                                          |  |  |  |  |  |  |  |  |  |  |  |  |  |  |  |
|  |                                                                          |  |  |  |  |  |  |  |  |  |  |  |  |  |  |  |
|  | 1. Beato Inácio de Azevedo                                               |  |  |  |  |  |  |  |  |  |  |  |  |  |  |  |
|  |                                                                          |  |  |  |  |  |  |  |  |  |  |  |  |  |  |  |
|  |                                                                          |  |  |  |  |  |  |  |  |  |  |  |  |  |  |  |
|  | 24. Diogo Gomes de Abreu, senhor da honra de Abreu                       |  |  |  |  |  |  |  |  |  |  |  |  |  |  |  |
|  |                                                                          |  |  |  |  |  |  |  |  |  |  |  |  |  |  |  |
|  |                                                                          |  |  |  |  |  |  |  |  |  |  |  |  |  |  |  |
|  | 12. Antão Gomes de Abreu                                                 |  |  |  |  |  |  |  |  |  |  |  |  |  |  |  |
|  |                                                                          |  |  |  |  |  |  |  |  |  |  |  |  |  |  |  |
|  |                                                                          |  |  |  |  |  |  |  |  |  |  |  |  |  |  |  |
|  | 25. Leonor Viegas do Rego, herdeira do senhorio de Regalados             |  |  |  |  |  |  |  |  |  |  |  |  |  |  |  |
|  |                                                                          |  |  |  |  |  |  |  |  |  |  |  |  |  |  |  |
|  |                                                                          |  |  |  |  |  |  |  |  |  |  |  |  |  |  |  |
|  | 6. João Gomes de Abreu, "o das Trovas"                                   |  |  |  |  |  |  |  |  |  |  |  |  |  |  |  |
|  |                                                                          |  |  |  |  |  |  |  |  |  |  |  |  |  |  |  |
|  |                                                                          |  |  |  |  |  |  |  |  |  |  |  |  |  |  |  |
|  | 26. Fernão Soares de Albergaria, senhor do Prado                         |  |  |  |  |  |  |  |  |  |  |  |  |  |  |  |
|  |                                                                          |  |  |  |  |  |  |  |  |  |  |  |  |  |  |  |
|  |                                                                          |  |  |  |  |  |  |  |  |  |  |  |  |  |  |  |
|  | 13. Isabel de Melo de Albergaria                                         |  |  |  |  |  |  |  |  |  |  |  |  |  |  |  |
|  |                                                                          |  |  |  |  |  |  |  |  |  |  |  |  |  |  |  |
|  |                                                                          |  |  |  |  |  |  |  |  |  |  |  |  |  |  |  |
|  | 27. Isabel de Melo, filha do 6.º senhor de Melo                          |  |  |  |  |  |  |  |  |  |  |  |  |  |  |  |
|  |                                                                          |  |  |  |  |  |  |  |  |  |  |  |  |  |  |  |
|  |                                                                          |  |  |  |  |  |  |  |  |  |  |  |  |  |  |  |
|  | 3. D. Francisca de Abreu, prioresa do Mosteiro de São Bento de Avé-Maria |  |  |  |  |  |  |  |  |  |  |  |  |  |  |  |
|  |                                                                          |  |  |  |  |  |  |  |  |  |  |  |  |  |  |  |
|  |                                                                          |  |  |  |  |  |  |  |  |  |  |  |  |  |  |  |
|  | 28. D. Fernando de Eça, filho do Infante D. João                         |  |  |  |  |  |  |  |  |  |  |  |  |  |  |  |
|  |                                                                          |  |  |  |  |  |  |  |  |  |  |  |  |  |  |  |
|  |                                                                          |  |  |  |  |  |  |  |  |  |  |  |  |  |  |  |
|  | 14. D. Pedro de Eça, alcaide-mor de Moura                                |  |  |  |  |  |  |  |  |  |  |  |  |  |  |  |
|  |                                                                          |  |  |  |  |  |  |  |  |  |  |  |  |  |  |  |
|  |                                                                          |  |  |  |  |  |  |  |  |  |  |  |  |  |  |  |
|  | 29. Isabel de Ávalos                                                     |  |  |  |  |  |  |  |  |  |  |  |  |  |  |  |
|  |                                                                          |  |  |  |  |  |  |  |  |  |  |  |  |  |  |  |
|  |                                                                          |  |  |  |  |  |  |  |  |  |  |  |  |  |  |  |
|  | 7. D. Filipa de Eça, abadessa do Mosteiro de Lorvão                      |  |  |  |  |  |  |  |  |  |  |  |  |  |  |  |
|  |                                                                          |  |  |  |  |  |  |  |  |  |  |  |  |  |  |  |
|  |                                                                          |  |  |  |  |  |  |  |  |  |  |  |  |  |  |  |
|  | 30. ?                                                                    |  |  |  |  |  |  |  |  |  |  |  |  |  |  |  |
|  |                                                                          |  |  |  |  |  |  |  |  |  |  |  |  |  |  |  |
|  |                                                                          |  |  |  |  |  |  |  |  |  |  |  |  |  |  |  |
|  | 15. ?                                                                    |  |  |  |  |  |  |  |  |  |  |  |  |  |  |  |
|  |                                                                          |  |  |  |  |  |  |  |  |  |  |  |  |  |  |  |
|  |                                                                          |  |  |  |  |  |  |  |  |  |  |  |  |  |  |  |
|  | 31. ?                                                                    |  |  |  |  |  |  |  |  |  |  |  |  |  |  |  |
|  |                                                                          |  |  |  |  |  |  |  |  |  |  |  |  |  |  |  |
|  |                                                                          |  |  |  |  |  |  |  |  |  |  |  |  |  |  |  |